# Wildsee (Seefeld in Tirol)
De Wildsee is een meer bij Seefeld in Tirol in Oostenrijk. Het meer heeft een oppervlakte van 6,1 hectare en een maximale diepte van 5,1 meter.